# Élections cantonales françaises de 1961
Des élections cantonales sont organisées en France les 4 et 11 juin 1961.

## Résultats nationaux
Le taux d'abstention s'élève à 43,51 %.
| Partis politiques ou coalitions | Partis politiques ou coalitions                  | Premier tour, | Premier tour, | Premier tour, | Second tour | Second tour | Second tour | Sièges, | Sièges,   |
| Partis politiques ou coalitions | Partis politiques ou coalitions                  | Voix          | %             | Sièges        | Voix        | %           | Sièges      | Total   | Variation |
| ------------------------------- | ------------------------------------------------ | ------------- | ------------- | ------------- | ----------- | ----------- | ----------- | ------- | --------- |
|                                 | Extrême gauche                                   | 43 879        | 0,7           | 8             | NC          | NC          | 4           | 12      | 3         |
|                                 | Parti socialiste unifié                          | 133 786       | 2,0           | 9             | NC          | NC          | 7           | 16      | 9         |
|                                 | Parti communiste français                        | 1 206 712     | 18,6          | 21            | NC          | NC          | 31          | 52      | 9         |
|                                 | Section française de l'Internationale ouvrière   | 1 090 648     | 16,8          | 173           | NC          | NC          | 98          | 271     | 1         |
|                                 | Divers gauche                                    | 544 935       | 8,4           | 144           | NC          | NC          | 54          | 198     | 5         |
|                                 | Parti républicain, radical et radical-socialiste | 482 733       | 7,4           | 154           | NC          | NC          | 57          | 211     | 38        |
|                                 | Mouvement républicain populaire                  | 634 380       | 9,8           | 97            | NC          | NC          | 45          | 142     | 23        |
|                                 | Union pour la nouvelle République                | 831 170       | 12,8          | 102           | NC          | NC          | 64          | 166     | 74        |
|                                 | Centre national des indépendants et paysans      | 660 610       | 10,2          | 154           | NC          | NC          | 58          | 212     | 12        |
|                                 | Action locale                                    | 671 678       | 10,4          | 157           | NC          | NC          | 46          | 213     | 27        |
|                                 | Extrême droite                                   | 181 340       | 2,8           | 16            | NC          | NC          | 5           | 21      | 13        |
|                                 | Divers                                           | 6 936         | 0,1           | -             | -           | -           | -           | -       | -         |
|                                 |                                                  |               |               |               |             |             |             |         |           |
| Inscrits                        | Inscrits                                         | 11 803 127    | 100,00        |               |             |             |             |         |           |
| Abstentions                     | Abstentions                                      | 5 136 393     | 43,5          |               |             |             |             |         |           |
| Votants                         | Votants                                          | 6 666 734     | 56,5          |               |             |             |             |         |           |
| Blancs et nuls                  | Blancs et nuls                                   | 177 927       | 2,7           |               |             |             |             |         |           |
| Exprimés                        | Exprimés                                         | 6 488 807     | 97,3          |               |             |             |             |         |           |